# Kwangmyong
 (décembre 2014).
Si vous disposez d'ouvrages ou d'articles de référence ou si vous connaissez des sites web de qualité traitant du thème abordé ici, merci de compléter l'article en donnant les références utiles à sa vérifiabilité et en les liant à la section « Notes et références ».
Pour les articles homonymes, voir Gwangmyeong.

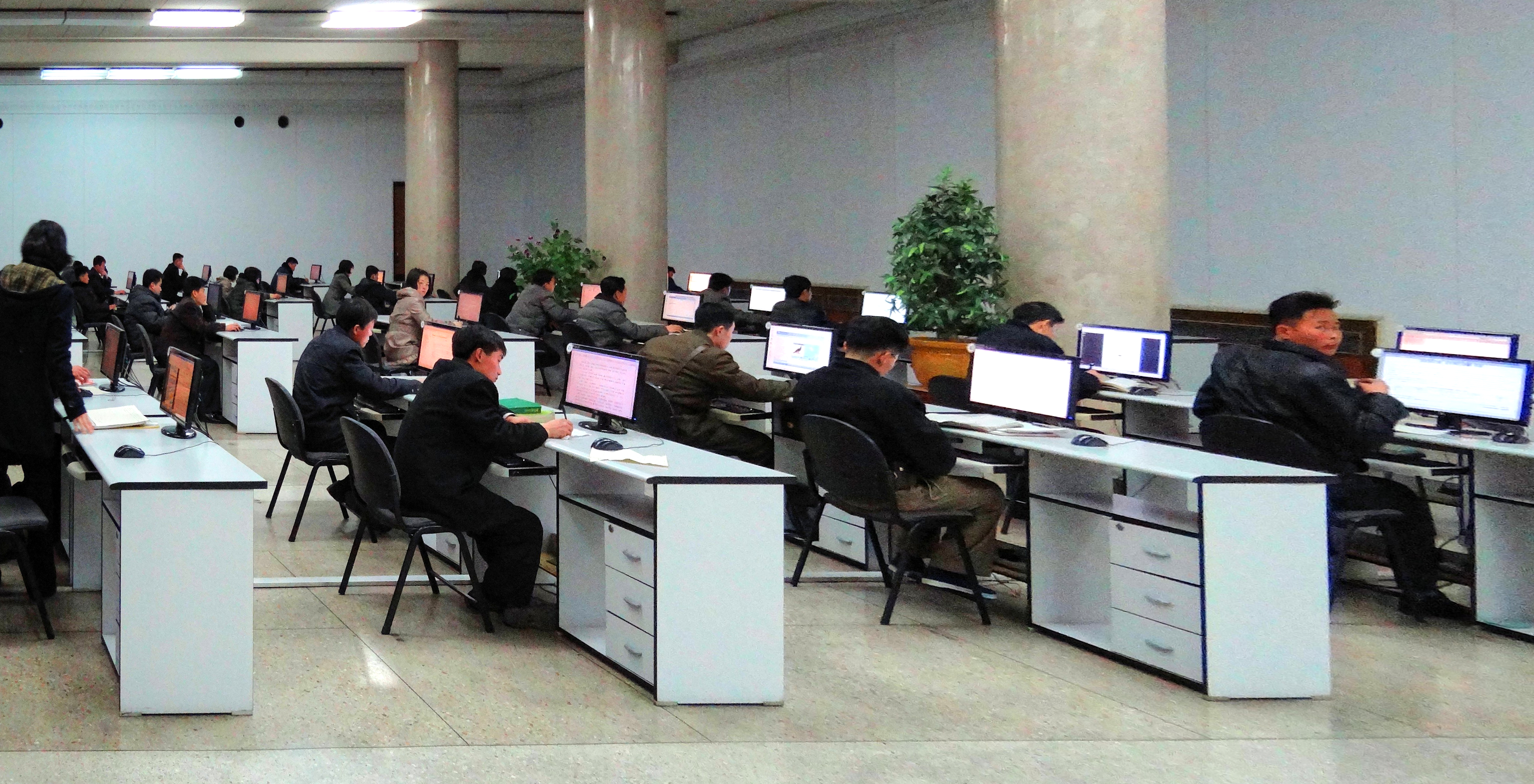
Salle informatique à la Grande maison des études du peuple, dans Pyongyang

Kwangmyong (Chosongeul : 광명 ; hanja : 光明 ; signifiant « brillant ») est un réseau IP national nord-coréen ouvert en 2000.
Il peut être consulté par les navigateurs web et comprend un service de messagerie électronique, des groupes de discussion et un moteur de recherche.

## En détail
Destiné à un usage domestique, Kwangmyong n'est pas connecté à Internet pour éviter tout contact entre des utilisateurs nationaux et des sources étrangères d'information et pour empêcher la fuite de données classifiées. Il fonctionne comme une forme de censure. Ainsi, des sujets sensibles sont peu susceptibles d'être trouvés sur Kwangmyong en raison de l'absence de liens vers le monde extérieur. Kwangmyong est maintenu par des entités liées au gouvernement. Toutefois, de grandes quantités d'information provenant d'Internet se retrouvent sur Kwangmyong, après traitement.

## Couverture
Kwangmyong est accessible depuis les principales villes de la Corée du Nord, les arrondissements, ainsi que les universités et les grandes organisations industrielles et commerciales.

## Contenu
- Des informations sur la politique, les sciences, la culture ainsi que d'autres domaines
- Des nouvelles
- Un service de messagerie électronique
- À l'heure actuelle, divers organismes gouvernementaux nationaux, des gouvernements provinciaux, des institutions culturelles, des universités, ainsi que quelques grandes organisations industrielles et commerciales ont créé leur propre site Web
- Une librairie électronique[1].

## Accès
Kwangmyong est accessible 24 heures par jour par le réseau téléphonique commuté.

## Langue
Le réseau utilise le coréen comme langue principale, et est maintenu par plus de 2 000 experts de la langue[pas clair], selon des informations officielles.
Le réseau héberge aussi des informations en russe, chinois, anglais, français, allemand et japonais. Un moteur de traduction en temps réel comptant 2 000 000 de mots est disponible pour les utilisateurs qui ne sont pas familiers avec ces langues.